# Mårten Mickos
Mårten Mickos, född 6 november 1962 i Esbo i Finland, är en finlandssvensk företagsledare, styrelseproffs och kolumnist. Mickos är mest känd som MySQL AB:s VD från 2001 till 2008 då företaget såldes för en miljard dollar. Mickos har sedan 2015 fungerat som VD för företaget HackerOne i San Francisco.

## Utbildning
Mickos växte upp i Grankulla. Familjen flyttade senare till Jakobstad, där Mickos gick högstadiet och gymnasiet. Hans föräldrar var båda diplomingenjörer. Mickos har varit med i Finlands scouter.
Mickos studerade vid Tekniska högskolan (nu Aalto-universitetet) och tog magisterexamen i teknisk fysik. Han var medlem i Teknologföreningen.

## Karriär
Mickos grundade under studierna företaget Polycon Ab som 24 åring år 1987.
Mickos var medgrundare och VD för MatchON Sports Ltd. Före detta var han VD för Soneras dotterbolag Intellitel Communications Inc, och hade försäljnings- och marknadsföringspositioner vid Solid Information Technology Ltd. och andra mjukvaruföretag.
Mickos fungerade som VD för MySQL AB åren 2001-2008 och flyttade till Sillicon Valley 2003. Efter att Sun Microsystems förvärvade MySQL 2008 för 1 miljard dollar var Mickos affärsområdeschef på Sun Microsystems fram till 2009.
Mickos var 2009-2010 "Entrepreneur In Residence" vid riskkapitalföretag Benchmark Capital och Index Ventures.
Mickos fungerade 2010-2014 som VD för molntjänstföretaget Eucalyptus Systems. Hewlett-Packard förvärvade Eucalyptus 2014. Mickos var chef för HP:s affärsenhet för moln 2014-2015.
Mickos satt 2012-2015 i styrelsen för Nokia Corporation. Mickos har också tjänstgjort i styrelserna för Electrosonic, RightScale, Mozilla Messaging och Node.js Foundation.
Sedan 2015 har Mickos fungerat som VD för HackerOne, ett företag som är specialiserat på att hitta säkerhetshål i datasystem.
Mickos är sedan 2012 ledamot i Svenska tekniska vetenskapsakademien i Finland (STV). Han blev år 2022 teknologie hedersdoktor vid Aalto-universitetet.

## Priser och utmärkelser
Mickos har fått följande utmärkelser och erkännanden:
- 2022, hedersdoktor (tekn.dr. h.c.) vid Aalto-universitetet [26]
- Flera år, Topp 100 IT-influerare i Finland, Tivi.fi [27][28]
- 2016, 65. plats i Silicon Valley, "Business Insider’s 2016 Silicon Valley 100 list"[29]
- 2012, Årets nordiska entreprenör, "Nordic Entrepreneur of the Year prize by Silicon Vikings"[30]
- 2006, Årets europeiska entreprenör, Audemars Piguet "Changing Times Award: European Entrepreneur of the Year 2006"[31]
- 2006, Nokia Foundation Award[31]